# Colin Philp (Segler, 1964)
Colin Philp junior (* 24. Oktober 1964 in Suva, Fidschi; † 25. Dezember 2021) war ein fidschianischer Regattasegler.

## Werdegang
Colin Philp belegte bei den Olympischen Spielen 1988 in Seoul den 29. Platz in der Regatta mit dem Finn Dinghy.
Neben seinem Vater Colin Philp senior nahmen auch seine Brüder David und Anthony als Segler an diversen Olympischen Spielen teil.
Beruflich war Philp als Hotelmanager des Leleuvia Island Resort tätig.
Im November 2021 musste sich Philp einer Nierendialyse in Australien unterziehen; er starb im Alter von 57 Jahren nach kurzer Krankheit am 25. Dezember 2021.